# 1993 FT7
1993 FT7 är en asteroid i huvudbältet som upptäcktes den 17 mars 1993 av UESAC vid La Silla-observatoriet.
Den tillhör asteroidgruppen Vesta.